# یواس‌اس زامبروتا (وای‌پی-۹۳)
یواس‌اس زامبروتا (وای‌پی-۹۳) (به انگلیسی: USS Zumbrota (YP-93)) یک کشتی بود که طول آن ۷۰ فوت (۲۱ متر) بود. این کشتی در سال ۱۹۱۴ ساخته شد.